# Прозріння
«Прозріння» (інша назва: «Сонце в тобі») — радянський художній фільм-драма 1965 року, знятий режисером Шухратом Аббасовим на кіностудії «Узбекфільм».

## Сюжет
Щасливий сьогодні день у подружжя Акбара та Фаріди Садикових — їхній син Камал виходить з в'язниці. Але не даремно Акбар боявся цієї зустрічі. Син не пробачив батькові, винного у його ув'язненні. Він навіть не підходив до Акбара. Залишившись наодинці, Камал згадує давню історію, розказану батьком.

## У ролях
- Мухтар Ага-Мірзаєв — Камал
- Гульчехра Джамілова — Гульчехра
- Сайрам Ісаєва — Фаріда Садикова
- Хікмат Латипов — ватажок
- Мар'ям Якубова — епізод
- Світлана Норбаєва — Хадича
- Олена Максимова — попадя
- Лютфі Саримсакова — епізод
- Хоммат Муллик — Акбар Садиков
- Фархад Хайдаров — хуліган
- Іногам Адилов — Іслам

## Знімальна група
- Режисер — Шухрат Аббасов
- Сценарист — Михайло Вітухновський
- Оператори — Мирон Пенсон, Трайко Ефтимовський
- Композитор — Енмарк Саліхов